# 童晓光
童晓光（1935年4月8日—），出生于浙江省嵊州市，石油地质和勘探专家，中国跨国油气勘探的开拓者之一，中国工程院院士，现为中国石油天然气勘探开发公司高级顾问。

## 履历
1964年南京大学研究生毕业。2005年，当选中国工程院院士。